# Arthrofibrose
Eine Arthrofibrose (altgriechisch ἄρθρον arthron, deutsch ‚Gelenk‘ und lateinisch fibra ‚Faser‘) ist die Bezeichnung für eine krankhafte Vermehrung von Bindegewebe (Fibrose), aufgrund von inflammatorischen Prozessen innerhalb eines Gelenkes (intraartikulär). Es ist eine häufige Komplikation nach arthroskopischen Interventionen im Kniegelenk, insbesondere nach einer Rekonstruktion des vorderen Kreuzbandes, aber auch nach Implantation von Kniegelenk-Endoprothesen.
Man unterscheidet zwischen der das ganze Gelenk befallenden primären Arthrofibrose und der lokalen sekundären Arthrofibrose.

## Ätiologie
Während die Ursachen, die zu einer primären Arthrofibrose führen, noch weitgehend unklar sind, sind die Pathomechanismen, die zu einer sekundären Arthrofibrose führen, bekannt.
Die sekundäre Form tritt lokal im Kniegelenk auf und ist meist die Folge eines mechanischen Problems, beispielsweise eines falsch platzierten Transplantates, beziehungsweise Bohrkanals, oder in den Gelenkraum hineinreichender Interferenzschrauben.
Die durch Arthrofibrose verursachte Bewegungseinschränkung kann zu einer größeren Behinderung des Patienten führen, als die den Eingriff (Kreuzbandrekonstruktion) indizierende Insuffizienz im Kniegelenk.

## Inzidenz
Die für eine Arthrofibrose angegebene Inzidenz nach einer vorderen Kreuzbandrekonstruktion liegt im Bereich von 4 bis 35 Prozent. Die Inzidenz für eine postoperative Einschränkung der Streckfähigkeit des Kniegelenkes nach einer BTB-Rekonstruktion des vorderen Kreuzbandes liegt bei über 10  Prozent.

### Sekundäre Arthrofibrosen

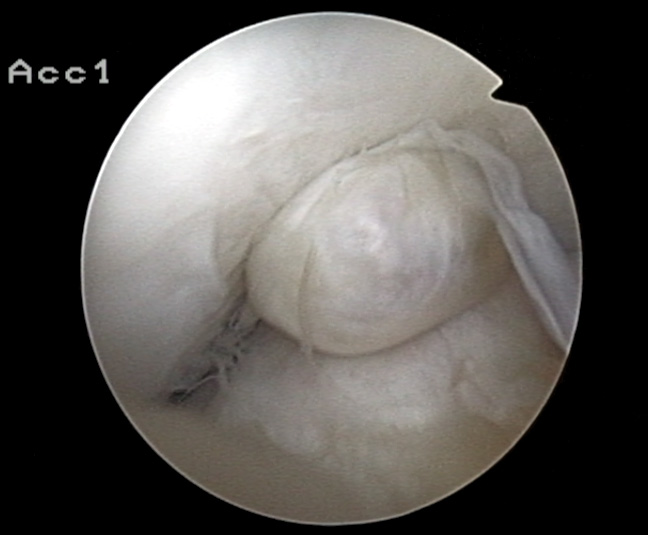
Arthroskopische Aufnahme eines Zyklops im Knie eines Patienten.
Ein Zyklops ist eine sekundäre Arthrofibrose.

Zu den sekundären Formen einer Arthrofibrose werden das Zyklopssyndrom, die Transplantathypertrophie bei einem Impingement der Kreuzbandhöhle (Notch-Impingement) und die Bridenbildung innerhalb und außerhalb des Gelenkkörpers gerechnet. Bei etwa 2 Prozent aller Patienten ist nach einer Kreuzbandrekonstruktion ein Zyklops die Ursache für eine Einbuße der Beweglichkeit bei der Streckung des Kniegelenks. Das Transplantat nimmt hierbei so sehr an Volumen zu, dass eine Narbenformation am distalen Ansatz ein Streckdefizit verursacht. In solchen Fällen wird der Zyklops meist operativ entfernt.

## Therapie
Je nach Form der Arthrofibrose erfolgt eine spezifische Behandlung. Die sekundäre Form lässt sich durch Arthroskopie in den meisten Fällen gut behandeln, während die primäre Form in vielen Fällen mehrere offene Operationen (Débridement und Kapsulotomie) nach sich zieht. Nur arthroskopisch – auch mit physiotherapeutischer Unterstützung – lässt sich die primäre Form der Arthrofibrose meist nicht erfolgreich behandeln.

## Prävention
In einigen Studien wurde gezeigt, dass das Risiko einer Arthrofibrose durch eine verzögerte Rekonstruktion – mehr als drei Wochen nach der Ruptur des Kreuzbandes – signifikant gesenkt werden. Andere Studien konnten dagegen keinen Unterschied feststellen.